# Starověké Řecko

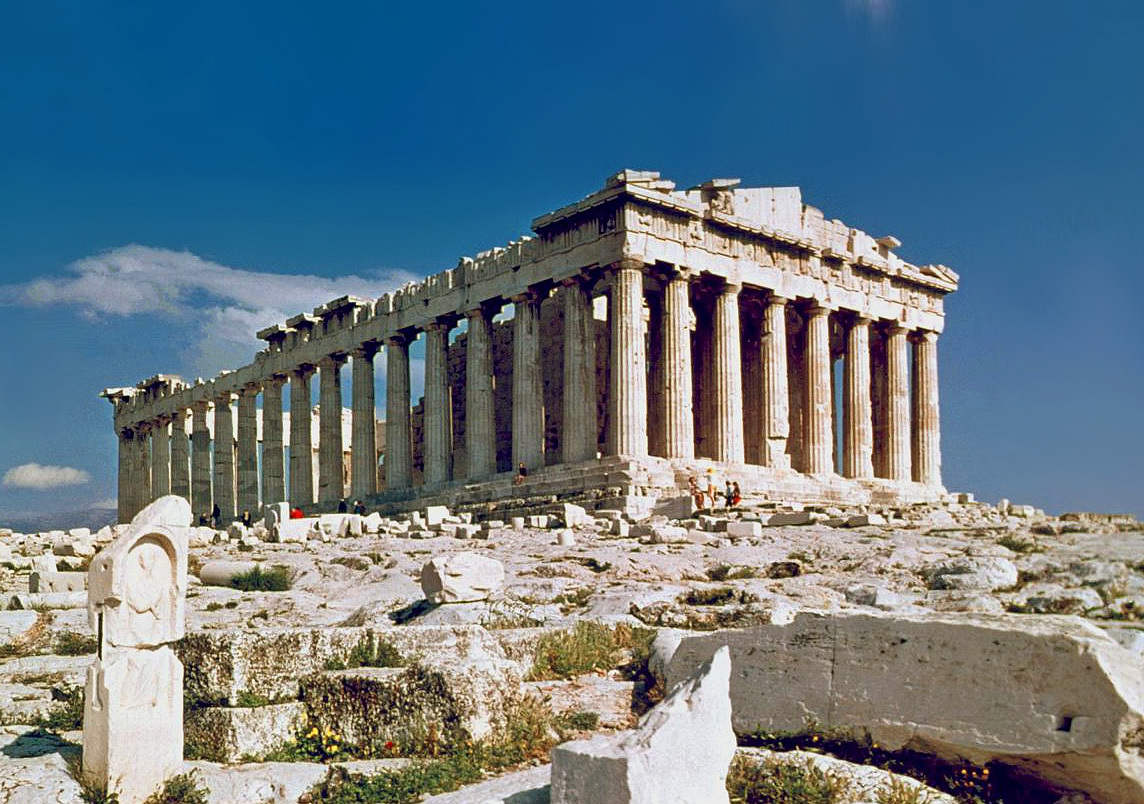
Parthenón – symbol starověkého Řecka

Starověké Řecko, případně antické Řecko, je označení pro období řeckých dějin ve starověku. V širším pojetí zahrnuje dobu od příchodu řeckých kmenů do egejské oblasti v 2. tisíciletí př. n. l. až po dobu nadvlády římské říše a formování říše byzantské (4.–6. století n. l.). V užším smyslu pak období samostatné antické řecké společnosti a kultury v 8.–1. století př. n. l. Ta se dělí na archaickou dobu utváření klasické řecké společnosti, tedy dobu Homéra a kolonizace Středomoří a Černomoří, klasické období (5.–4. století př. n. l.) vrcholící v Periklových Athénách a helénské období po sjednocení řeckého světa Filipem a Alexandrem Makedonským. I po ztrátě samostatnosti se však řecká kultura a vzdělanost dále rozvíjela pod římskou nadvládou.
Antické Řecko vytvořilo mimořádně vyspělou kulturu v nejrůznějších oborech, od výtvarného umění, architektury, divadla, vědy (lékařství, filozofie, matematika, astronomie) až po rétoriku a politiku, kde se stalo kolébkou demokracie. Měla zásadní vliv na utváření římské kultury a jejím prostřednictví i Západní civilizace. Řecká vzdělanost byla uchovávána a pěstována i v Byzanci a arabsko-muslimském světě, měla vliv na formování křesťanství (Nový zákon, tomismus), k řecké kultuře se vracela i renesance a klasicismus.
Starověký řecký svět byl soustředěn do jednotlivých městských států (polis) a jejich kolonií, které se neomezovaly jen na území dnešního Řecka, ale díky námořní kolonizaci se nacházely i v dalších oblastech Středozemního moře: egejské ostrovy, Kypr, pobřeží Malé Asie (především Iónie), Sicílie a jižní Itálie (Magna Graecia) a také na pobřeží Černého moře, Ilýrie, Thrákie, Egypta, Kyrenaiky, jižní Galie a severovýchodní části Iberského poloostrova.

## Egejská kultura

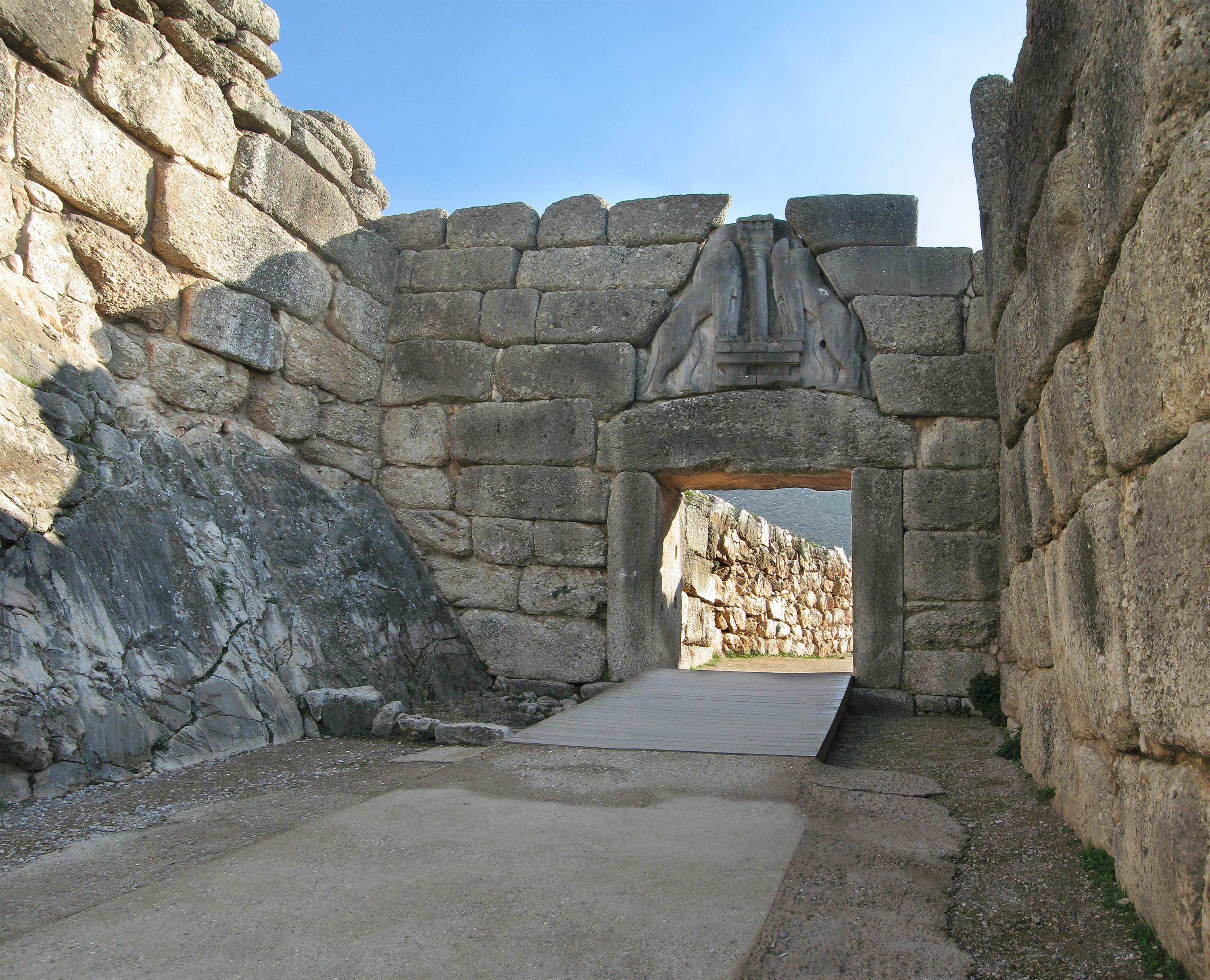
Lví brána v Mykénách, centru nejstarší řecké civilizace

Nejstarší dějiny Řecka spadají do tzv. egejské kultury. V egejské oblasti se v době bronzové vyvinuly předřecké vyspělé kultury, na ostrovech v centrální části kykladská civilizace a na jihu na Krétě mínojská civilizace. Poslední velká civilizace, která ovládla egejskou oblast, byla mykénská civilizace (cca 1650–1100 př. n. l.) s centrem v Mykénách na pevninském Řecku. Díky rozluštění lineárního písma B je známo, že se jednalo o Řeky. Vznik této kultury bývá spojován s vpádem řeckého kmene Achájů. Tato doba je obdobím řeckých hérojů a mýtů, jako byla trójská válka, známých z pozdějších Homérových eposů.

### Kréta
Na Krétě jako na prvním místě v Evropě vznikla v 2. tisíciletí př. n. l. civilizace. Kréťané znali tři druhy písma – hieroglyfické, lineární písmo A (dosud nerozluštěno) a lineární písmo B, které se za velké spolupráce mezinárodních odborníků podařilo rozluštit. Okolo roku 2000 př. n. l. se začala na Krétě stavět první města s paláci. Tím začalo první historické období nazývané „období prvních paláců“. Za první paláce jsou považovány Knóssos, Faistos a Malia. Kolem roku 1700 př. n. l. tyto paláce zničilo pravděpodobně obrovské zemětřesení. Následující éra krétské historie se nazývá „období druhých paláců“. V této době zaznamenaly mínojské paláce největší rozkvět.

## Temné období (1200–800 př. n. l.)
Kolem roku 1200 př. n. l. se celý řecký civilizační okruh, patrně poměrně náhle, zhroutil. Tato událost je známá jako zhroucení doby bronzové (k uvažovaným příčinám patří výbuch sopky, sucho, útoky nájezdníků – tzv. mořských národů – vybavených pokročilejšími, patrně železnými, zbraněmi, přelidnění nebo komplexní kolaps způsobený souběhem několika příčin). Touto katastrofou začalo v řeckých dějinách tzv. temné období. Pojem odkazuje k civilizačnímu úpadku i nedostatku pramenů o této době. O povaze společnosti v temném období historikové spekulují, nicméně objevené chetitské a egyptské záznamy naznačují existenci jediného státu pod „velkým králem“ se sídlem v pevninském Řecku. Temné období končí v 9.–8. století př. n. l., symbolicky rokem 776 př. n. l., což je legendární datum prvních olympijských her.

## Archaická doba (800–500 př. n. l.)

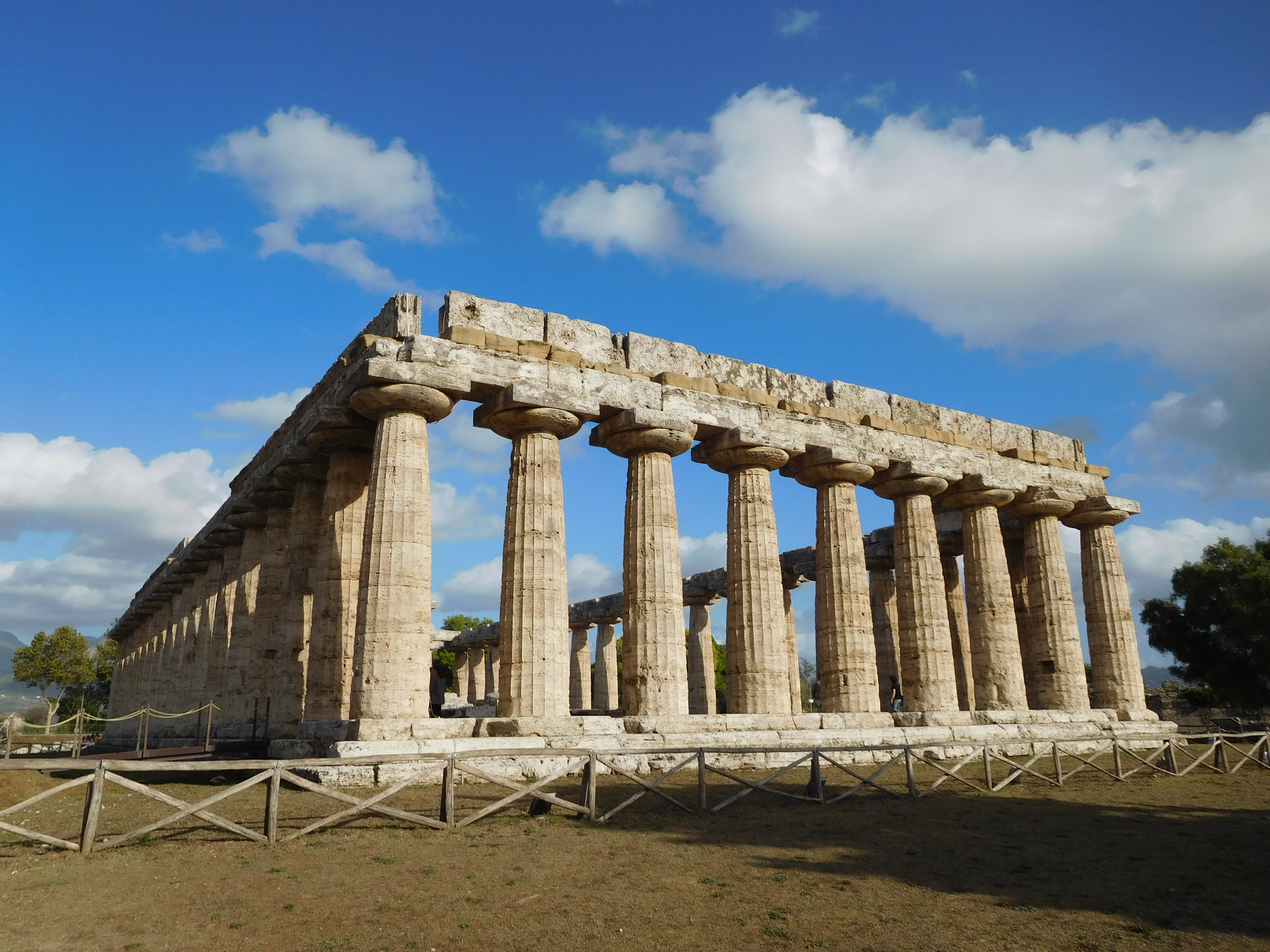
Klasické Řecko se rodilo v archaické době (tzv. Bazilika v Paestu, 6. stol.)

Archaická doba následovala po skončení temného období někdy na přelomu 9. a 8. století př. n. l. a v mnoha směrech položila základy pozdějšího klasického Řecka. Za události, symbolizující počátek této epochy, je pokládáno konání prvních antických olympijských her podle tradice v roce 776 př. n. l. a rovněž vznik homérských eposů Ilias a Odyssea v 8. století př. n. l.

### Rozmach městských států
V Řecku se v této době zformovala tradiční forma organizace starověké řecké společnosti – polis (městský stát). Původně byla polis neboli obec pravděpodobně zemědělským sídlištěm. Později vedl rozvoj obchodu a řemesel ke vzniku různých forem polis. Z právního hlediska tvořili členové obce pospolitost, která si své vnitřní záležitosti upravovala podle vlastních zákonů. Hlavním principem, na kterém byla budována, bylo soukromé vlastnictví pozemků a půdy jejími členy, kteří představovali původní obyvatele polis, což je odlišovalo od usedlých cizinců (metoikos) a otroků. Polis nezahrnovala pouze samotné město, nýbrž i zázemí města (chórá) a obyvatelé tohoto zázemí byli taktéž rovnoprávnými členy polis. Velké polis s vlastním rozlehlým územím, jako Athény nebo Sparta, byly spíše výjimkami. Zpravidla každá polis měla hrad (akropolis) a agoru – náměstí, jež sloužilo jako hospodářské a politické centrum obce. Na vrcholu společenské pyramidy stál nejprve král. Královská moc uvnitř obce nespočívala ani tak na šlechtickém původu těchto králů jako spíše na jejich bohatství a společenské autoritě. Rozvinutější polis se vyznačovaly silnou sociální diferenciací, přičemž společnost byla tvořena následujícími skupinami svobodných obyvatel: velkostatkáři, rolníci, řemeslníci, obchodníci a nádeníci. Každá polis, pokud nebyla příliš malá, si střežila svoji autonomii a nebyla ochotná se jí dobrovolně vzdát. Válka byla proto ve starověkém Řecku považována za normální stav.

### Velká kolonizace – rozšíření řecké kultury

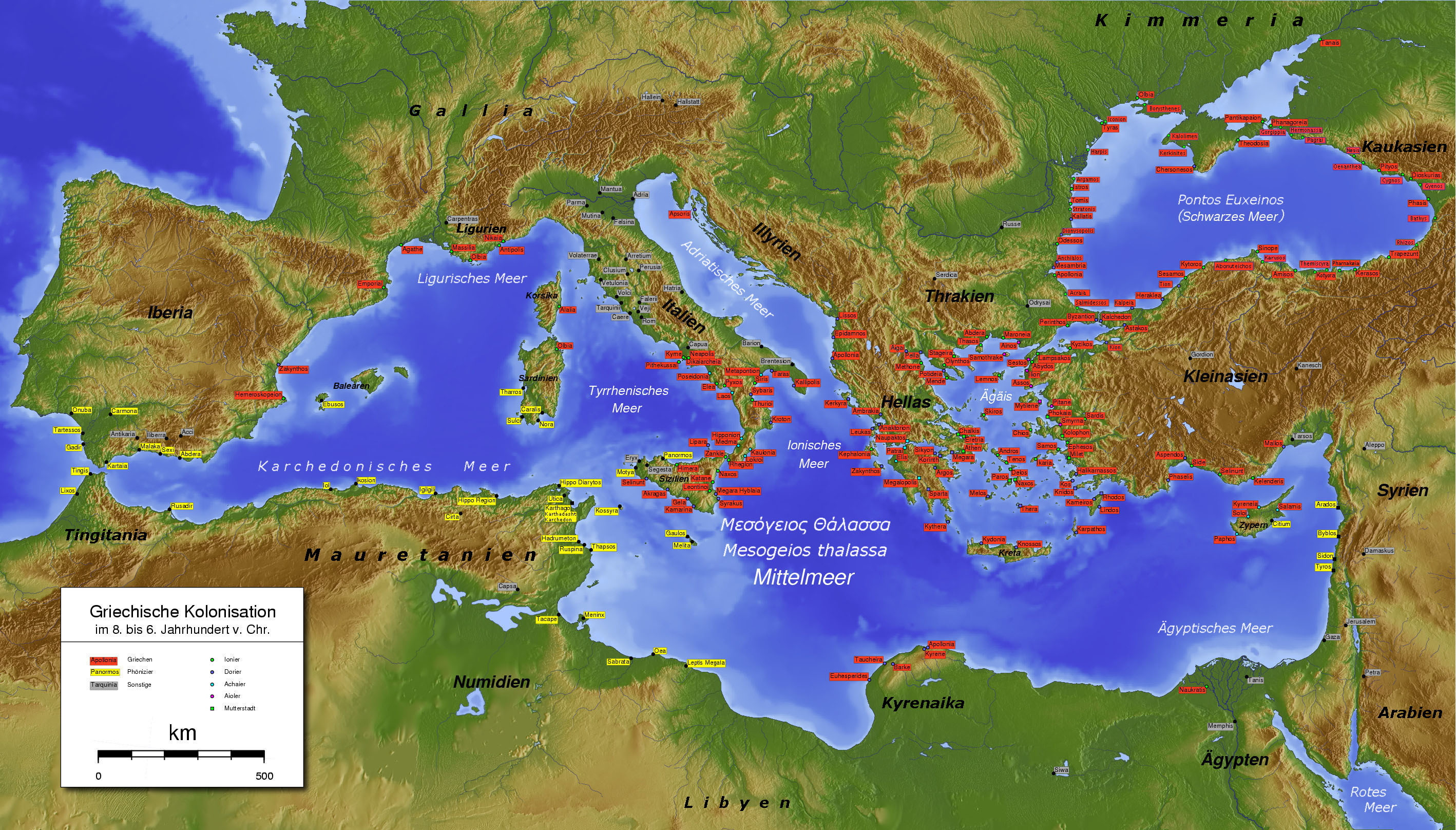
Řecká a fénická kolonizace

Přelidnění a výsledný nedostatek potravin, stejně jako potřeba chránit obchodní zájmy ve vzdálených krajích byly hlavními příčinami řecké kolonizace v 8. až 6. století př. n. l. Již na konci 2. tisíciletí př. n. l. přesídlili první Řekové během „iónské kolonizace“ do Malé Asie – například do Mílétu, který byl údajně osídlen v roce 1053 př. n. l. – Řekové zde ale zřejmě žili již předtím). Expanze v letech 750 až 550 př. n. l., která je označována jako „velká kolonizace“, vedla k založení řeckých poleis v odlehlých oblastech při pobřeží Černého moře (Pontus Euxinus) a Středozemního moře. Zde to byly především kolonie v jižní Itálii a na Sicílii – například Naxos v roce 735 př. n. l. a Syrakusy v roce 730 př. n. l. Tato oblast byla proto později nazývána Magna Graecia („Velké Řecko“). Pojmu kolonizace však v tomto ohledu nelze přikládat moderní význam, neboť nově založené obce byly zcela nezávislé na svých mateřských městech a usídlování se dělo jenom v těch územích, kde nebylo možné očekávat vážný odpor domorodých kmenů. Kolonie obvykle přebíraly náboženské kulty a ústavu mateřského města.
Vliv řecké kultury se prostřednictvím kolonizace rozšířil z egejské oblasti do celého Středomoří. Po roce 700 př. n. l. zesílily orientální vlivy působící na řeckou kulturu, přičemž důležitou zprostředkující roli sehrála nejprve města na ostrově Euboia a později hlavně Korint. Řekové již v 11. století př. n. l. převzali od Féničanů abecedu a uzpůsobili ji podle potřeb svého jazyka. Nejstarší dochovaný řecký nápis pochází z poloviny 8. století př. n. l. V důsledku prudkého hospodářského a politického rozvoje zažila řecká kultura v archaické době své první období rozkvětu. Své znalosti a objevy sdělovali tehdy světu astronom Thalés z Milétu, matematik Pythagoras nebo filosof Anaximandros.
Vědomí společného původu a vzájemnosti mezi Helény bylo až do doby řecko‑perských válek poměrně slabé a projevovalo se hlavně ve vztahu k sousedním, neřeckým národům (barbaři), především ale také společným řeckým náboženstvím (řecká mytologie). Starověký řecký svět byl hluboce zbožný, přičemž jeho náboženství se zakládalo na mýtech a hrdinských příbězích. Jakékoli veřejné nebo soukromé jednání bylo doprovázeno vzýváním bohů. Nejdůležitějším všeřeckým posvátným místem bylo orákulum v Delfách. Ve spojení s různými řeckými náboženskými kulty vznikla celá řada panhelénských slavností, jako byly například isthmické, pýthické, nemejské nebo olympijské hry. Nejvýznamnější byly právě posledně zmiňované olympijské hry, které se měly poprvé konat v roce 776 př. n. l.

### Proměna státního založení řeckých obcí
Svou roli při kolonizaci sehrály také boje uvnitř poleis. Aristokracie získala postupem času na vlivu, což se odrazilo v oslabování dosavadní královské vlády. Království bylo mezi léty 800 až 650 př. n. l. pozvolna nahrazeno vládou oligarchie, v níž moc spočívala v rukou malé skupinky aristokratů. V některých městských státech se na vládě podílelo i obyčejné obyvatelstvo, avšak demokracie jako například v Athénách se vyvinula teprve v klasickém období. Kolem roku 650 př. n. l. byla oligarchie v některých obcích svržena tyrany, kteří nabyli moc zcela neoprávněně a jejichž vláda tudíž postrádala legitimitu. Tyranem se stával zpravidla mocný aristokrat, který si svoji moc zajistil vojenskou silou. Tyrani se často opírali o podporu neprivilegovaných vrstev, čímž byl zlomen dřívější vliv aristokracie. Mnoho tyranů, jako například Periandros v Korintu nebo Gelón či Agathoklés v Syrakusách, náleželo k výjimečným vůdčím osobnostem.

### Nejvýznamnější řecké městské státy: vzestup Sparty a Athén

#### Sparta – nejmocnější stát Řecka
Na Peloponésu byl nejprve dlouhou dobu vůdčím státem Argos. Jeho soupeř – Sparta – se však po dobytí Messénie ve dvou rozhořčených válkách v průběhu 8. a 7. století př. n. l. stala vedoucí mocností poloostrova a celého Řecka. Sparta (nebo také Lakedaimón) byla aristokratickým státem na jihu Peloponéského poloostrova v čele se dvěma králi. Základem spartského státu byla ústava vytvořená polomytickým Lykúrgem, podle níž se celá spartská společnost řídila přísnou vojenskou organizací, což ze Sparty učinilo největší vojenskou moc v Řecku. Svoje postavení vedoucí mocnosti v Řecku stvrdila Sparta někdy kolem roku 550 př. n. l. vytvořením peloponéského spolku, jenž pod vedením Sparty sdružoval většinu řeckých obcí pevninského Řecka.
Spartské vojsko bylo tvořeno těžkooděnými pěšáky – hoplíty. Společnost se členila do tří vrstev: postavení plnoprávných občanů zaujímali spartiaté, jejichž počet byl ale velmi malý (v klasické době snad kolem devíti až desíti tisíc), přičemž vlivem neustálých válek trvale klesal. Svobodní občané bez politických práv se nazývali perioikové. Ti se věnovali především obchodu a řemeslům, kterými spartiaté opovrhovali. Nejnižší vrstvu tvořili heilóti, kteří byli potomky původního podrobeného obyvatelstva a měli postavení státních otroků bez jakýchkoli práv. Vzhledem ke svému relativně nízkému počtu oproti ostatní podmaněné populaci podnikali spartiaté vůči heilótům tzv. krypteie – výpravy za účelem masakrování otroků. Sparťané tak omezovali riziko jejich povstání.
Třebaže králové stáli v čele společnosti, s výjimkou válečných tažení jim nepříslušela nijak zvlášť veliká moc. Úkolem dohlížet na krále byla pověřena pětičlenná rada eforů (dozorců), každoročně volená shromážděním všech plnoprávných občanů (apella). Posledním důležitým orgánem byla gerúsia – sbor 28 stařešinů (gerontů), jehož zasedání se zúčastňovali i oba králové. Byl volený apellou z řad členů aristokracie, kteří dosáhli nejméně 60 let. Lidový sněm pak rozhodnutí sboru starších schválil nebo zamítnul, nesměl jej však měnit.

#### Athény na cestě k demokracii

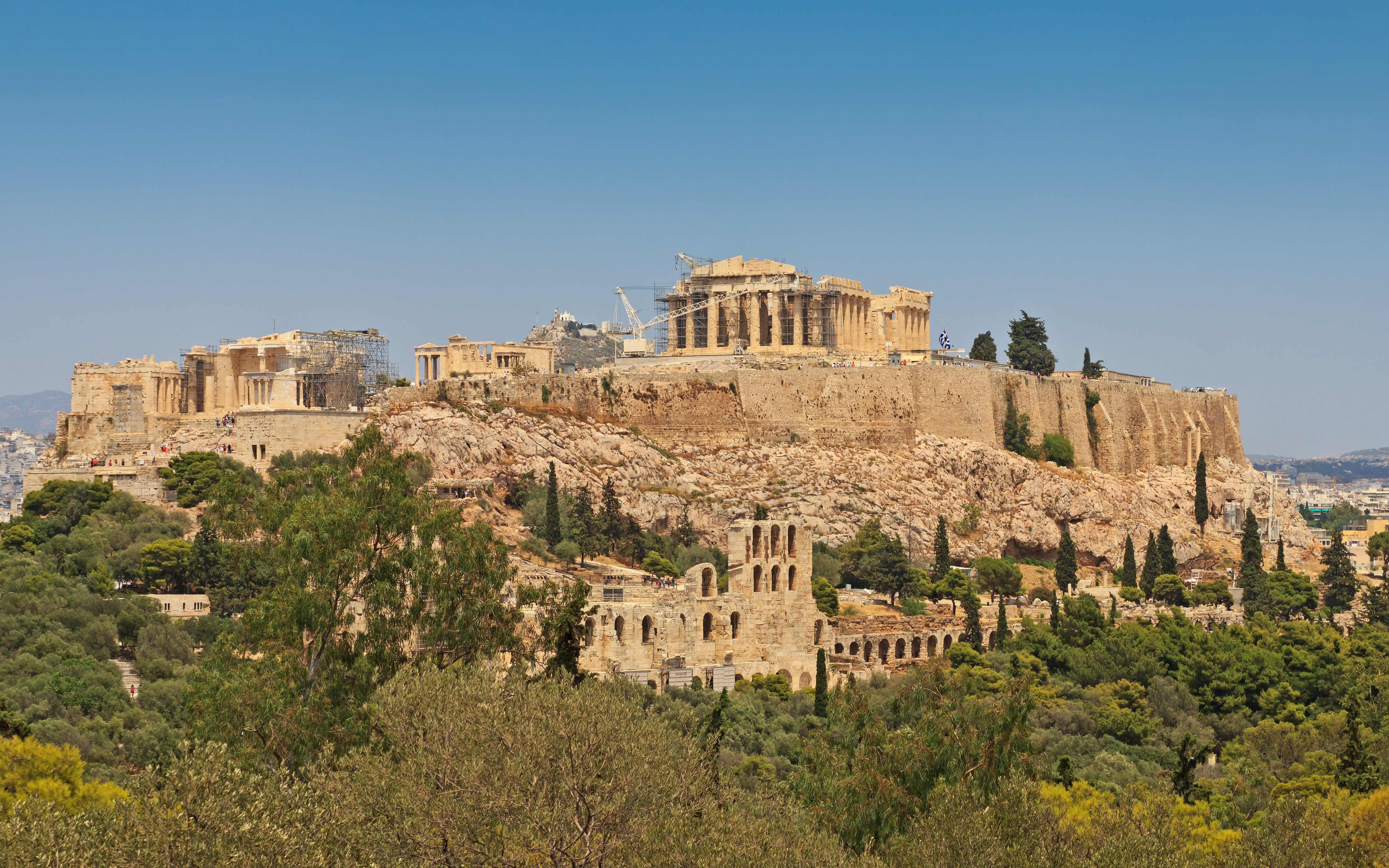
Athénská akropole

Na rozdíl od Sparty v Athénách získalo veškeré obyvatelstvo okolních atických osad, které byly dobyty a připojeny již na konci temného období, plné občanství. Někdy kolem roku 683 př. n. l. bylo odstraněno dosavadní královské zřízení vládou rodové šlechty (eupatridai), která držela moc v Athénách až do 6. století př. n. l. Eupatridé zřídili oligarchickou vládu a ustanovili úřad archontů, každoročně volených nejvyšších úředníků města. V roce 621 př. n. l. nechal Drakón sepsat zvykové právo, čímž bylo zamezeno svévolnému soudnictví aristokratů. O jednu generaci později v roce 594 př. n. l. provedl Solón rozsáhlou reformu politického uspořádání Athén. Odstranil šlechtická privilegia a zapojil do řízení státu také nižší vrstvy společnosti. Rozhodující pro podíl na řízení státu nebyl nyní původ, nýbrž majetek. Občané byli podle velikosti svého jmění rozděleni do čtyř tříd: nejbohatší pentakosiomedimnoi, hippeis (jezdci), zeugítai (těžkooděnci) a thétes (nádeníci), přičemž prvně jmenovaní byli nejbohatší vrstvou s nejvíce politickými právy, ale současně i s nejvíce povinnostmi. Jen oni mohli zastávat úřad archonta, zároveň museli ale hradit nákladné náboženské slavnosti.
Otroci představovali v athénské společnosti všudypřítomné pracovní síly a odhaduje se, že tvořili až třetinu athénské populace. Jejich životní standard nemusel být nutně špatný, neboť jejich pán jim mohl přiznat právo vést vlastní živnost. Jinak byli ovšem otroci naprosto bezprávní. V případě jejich propuštění na svobodu obdrželi titul usedlých cizinců a postrádali proto politická práva.
V Athénách, podobně jako ve většině řeckých obcí, se dokázala prosadit tyranie, když se v polovině 6. století př. n. l. chopil moci Peisistratos. Ten ponechal Solónovu ústavu formálně v platnosti, avšak všechny úřady ve státě byly vykonávány členy jeho rodiny nebo důvěrníky. Během jeho více než dvacetileté vlády zažily Athény značný hospodářský, kulturní a také zahraničněpolitický mocenský rozmach (rovněž v důsledku vítězství ve válce s Megarou o ostrov Salamína). Peisistratův syn Hippiás byl však v roce 510 př. n. l. vyhnán lidovým povstáním, které přivedlo k moci aristokrata Kleisthena. Jím uskutečněné reformy v letech 509 až 507 př. n. l. znamenaly zrod athénské demokracie. Všichni plnoprávní občané nad třicet let obdrželi nezávisle na svém majetku nebo stavu rovná politická práva. Ovšem ženy, otroci a usedlí cizinci zůstali z tohoto uspořádání vyloučeni. Lidové shromáždění (ekklésiá), na kterém se směl každý občan svobodně vyjádřit, vydávalo zákony a řídilo státní záležitosti prostřednictvím usnesení schválených většinou svých členů. Reprezentativním a výkonným orgánem byla „rada pěti set“ (búlé), která se skládala z padesáti členů z každé z deseti Kleisthenem nově uspořádaných fýl. Každá fýla mimoto volila jednoho stratéga (vojevůdce). Další úřady a soudci byli určováni losem. Kromě toho byl zaveden institut střepinového soudu (ostrakismos), který měl zabránit znovunastolení tyranidy.

## Klasická doba (480–323 př. n. l.)

### Řecko-perské války

Řecko-perské války

V roce 500 př. n. l. povstaly řecké obce v Iónii v Malé Asii proti perské nadvládě, jíž byly vystaveny od zániku lýdské říše (546 př. n. l.). Povstání získalo jistou podporu i v obcích pevninského Řecka především v Athénách a v Eretrii (město na ostrově Euboia), což poskytlo perskému velkokráli Dareiovi I. záminku k útoku na Řecko. Toto iónské povstání se tak stalo roznětkou řecko-perských válek, dlouhotrvajícího konfliktu mezi Helény a Peršany, o němž ve svém díle podává výklad řecký historik Hérodotos. V roce 494 př. n. l. Dareios porazil a ztrestal iónské Řeky. Mílétos, jenž stál v čele vzpoury, byl Peršany srovnán se zemí a ostatní města se Peršanům rychle poddala. Nato Dareios poslal do Řecka emisary, kteří jeho jménem žádali podrobení Řeků perské nadvládě. Když Sparta a Athény odmítly, nechal svým loďstvem v roce 490 př. n. l. zničit nejprve Eretrii a poté podnikl výpravu proti vzpurným Athéňanům. Na planině poblíž místa jménem Marathón v Attice však třikrát silnější perské vojsko podlehlo athénským hoplítům pod velením Miltiada.
Xerxés I., který nastoupil v roce 486 př. n. l. na perský trůn po svém otci Dareiovi, shromáždil k dobytí Řecka největší armádu, jakou starověk spatřil. K zajištění pozemního přístupu dal v roce 481 př. n. l. vybudovat z lodí most přes Helléspont, po němž jeho armáda přešla z Asie do Evropy. Ve stejném roce byl pod dojmem této hrozby založen helénský spolek, ke kterému kromě Sparty náležely také některé řecké obce včetně Athén. Většina obcí především na severu však zůstávala vně spolku a dokonce byly připravené podrobit se králi. Během desetileté přestávky v bojích dokázal Themistoklés přesvědčit Athéňany o nutnosti výstavby válečného námořnictva, což se později ukázalo jako rozhodující čin celé války. V průsmyku Thermopyly, který spojuje Thesálii se středním Řeckem, se postupujícím Peršanům v roce 480 př. n. l. postavil na odpor spartský král Leónidás I. Přes několikanásobnou převahu barbarů Helénové neustoupili a poté, co byli v důsledku zrady obklíčeni, padli hrdinskou smrtí. Po tomto vítězství vtáhli Peršané do Athén, už předtím opuštěných svými obyvateli, a zcela toto město vypálili. Avšak v námořní bitvě u Salamíny v témže roce řecká flota, vedená Themistoklem a složená z malých ale snadno ovladatelných triér, zvítězila nad početně silnější ale těžkopádnější perskou flotou. Zničením perského loďstva přivodili Řekové obrovskému perskému vojsku potíže se zásobováním, což jeho značnou část přimělo k návratu do Asie. Zbytek perských vojenských sil byl poražen Helény v čele s Pausaniem v roce 479 př. n. l. v bitvě u Platají. Po těchto porážkách Peršané upustili od svých plánů na dobytí Řecka.
V roce 478 př. n. l. bylo zahájeno tažení k osvobození iónských Řeků. Sparta se však zdráhala poskytnout pomoc těmto pro ně příliš vzdáleným soukmenovcům, čehož využily Athény k založení délského spolku. Tím začalo soupeření Sparty a Athén v 5. století př. n. l., které mělo nakonec vyústit v peloponéskou válku. Athény se dokázaly s vydatným přispěním svých spojenců úspěšně prosadit proti Peršanům. Jejich cíl – osvobození Iónie – byl vítězně završen v roce 465 př. n. l. athénským vojevůdcem Kimónem. Athéňané od tohoto okamžiku napadali perské pozice v Egyptě a ve východním Středomoří, čímž však vyčerpali zdroje spolku a v roce 449 př. n. l. došlo k uzavření mírové smlouvy s Persií, nazývané Kalliův mír (jeho autenticita je ovšem moderními historiky zpochybňována).

### Dominance Athén

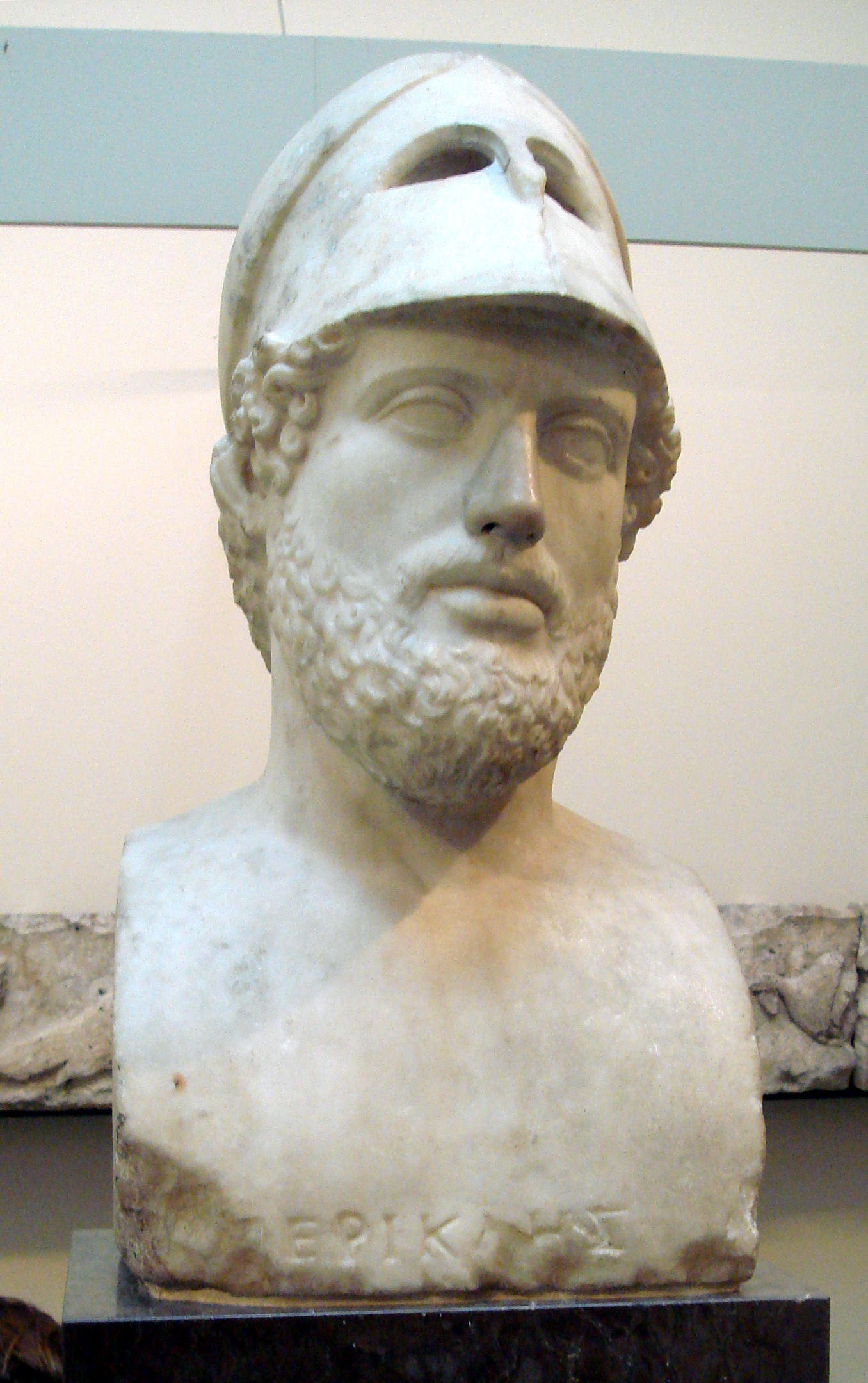
Periklova busta v Britském muzeu

V desetiletích po skončení hlavní fáze řecko-perských válek (479 př. n. l.) zažívaly Athény vrchol svého politického a kulturního vývoje. Díky své vedoucí roli v boji proti Peršanům a také díky síle své floty předstihly svého soka – Spartu, která byla dosud nejmocnějším řeckým státem. Tato skutečnost byla potvrzena v roce 478 př. n. l., kdy se 200 řeckých obcí spojilo v délském spolku vedeném Athénami. Členové tohoto spolku slíbili odvádět do společné kasy pravidelné příspěvky určené na výstavbu a údržbu loďstva. V roce 462 př. n. l. provedl Efialtés rozsáhlou reformu athénské ústavy, v níž byla omezena pravomoc areopagu jakožto výkonného orgánu a nejvyššího soudu. Tyto funkce nadále vykonávala rada pěti set a lidové shromáždění. Ve stejném roce odmítla Sparta athénskou pomoc k potlačení masivního povstání heilótů, neboť se obávala rozšíření athénské moci na Peloponés, čímž by byl ještě více podlomen její vliv. Po zavraždění Efialta převzal vedení Athén v roce 461 př. n. l. Periklés.
Periklés byl velice často volen do úřadu stratéga (v letech 443 až 429 př. n. l. zastával tuto funkci nepřetržitě) a vynutil si ještě větší posílení demokratických prvků v athénské ústavě. Již v roce 461 př. n. l. Periklés uzákonil odměňování vykonávání veřejných úřadů, čímž umožnil neomezený přístup lidu (demos) k výkonu vlády, správy a soudnictví. V letech 460 až 457 př. n. l. byly vystavěny tzv. „dlouhé zdi“, které spojovaly Athény s přístavem Pireus a vytvářely z Athén nedobytnou pevnost. Periklés prosadil také pokračování války s Peršany. Ovšem výprava na podporu Egypťanů, kteří povstali proti Peršanům, skončila nezdarem. Athénská flota dokázala Peršany rozhodně porazit teprve v bitvě u Salamíny na Kypru v roce 450 př. n. l. Následně athénský vyjednavač Kalliás v roce 449 př. n. l. dohodl s Peršany mír. Peršané se v něm zavázali respektovat autonomii řeckých obcí na maloasijském pobřeží a nevysílat své lodě do Egejského moře.
Athény v této době uplatňovaly velmi agresivní zahraniční politiku. Athénský námořní spolek (symmachia), jehož původním účelem byla porážka Peršanů, se postupem doby vyvinul ve skutečnou athénskou říši, která představovala nástroj k prosazení ryze athénských zájmů. Členové spolku pozvolna ztratili své postavení athénských spojenců a byli Athénám v podstatě podřízeni. Když se v roce 469 př. n. l. ostrov Naxos pokusil opustit spolek, byl vojensky poražen. Podobně zacházely Athény v budoucnu i s ostatními obcemi, které odpadly od spolku. Rozšiřování demokracie začalo časem sloužit jako prostředek k dosažení athénských cílů, přičemž se Athéňané mnohdy dopouštěli značných krutostí (jako například v době peloponéské války). V okolních státech, především ve Spartě, Thébách a Korintu, narůstaly obavy z athénského vzestupu. Když Megara vystoupila z peloponéského spolku, aby se připojila k Athénám, vypukl v letech 460 až 446 př. n. l. konflikt někdy také nazývaný jako „první peloponéská válka“. Na jeho konci byl sice uzavřen třicetiletý mír, přesto však ve vztazích mezi oběma městy panovalo nadále napětí. Athény Spartě ponechaly volnou ruku na Peloponésu a samy se koncentrovaly výhradně na rozšiřování svého vlivu v Makedonii, Thrákii a na Sicílii.
Řekové na Sicílii a v jižní Itálii se v 5. století př. n. l. museli bránit dvojímu ohrožení: ze strany Etrusků a proti mocným Kartagincům. Na Sicílii docházelo k neustálým válkám s Kartágem, třebaže Punové byli v roce 480 př. n. l. drtivě poraženi v bitvě u Himéry. O několik let později (474 př. n. l.) dosáhli podobného úspěchu jihoitalští Řekové v námořní bitvě u Kýmé, která znamenala konec etruské expanze v Itálii. V obcích Velkého Řecka se k moci dostávali mnohem více než v mateřském Řecku různí tyrani, což bylo vyvoláno patrně častější potřebou silného vůdce, který by dokázal ochránit stát před vnějšími hrozbami. Mnozí z nich byli pozoruhodnými jedinci. Například Gelón v Syrakusách byl ve své době pokládán za nejmocnějšího muže řeckého světa.

### Peloponéská válka

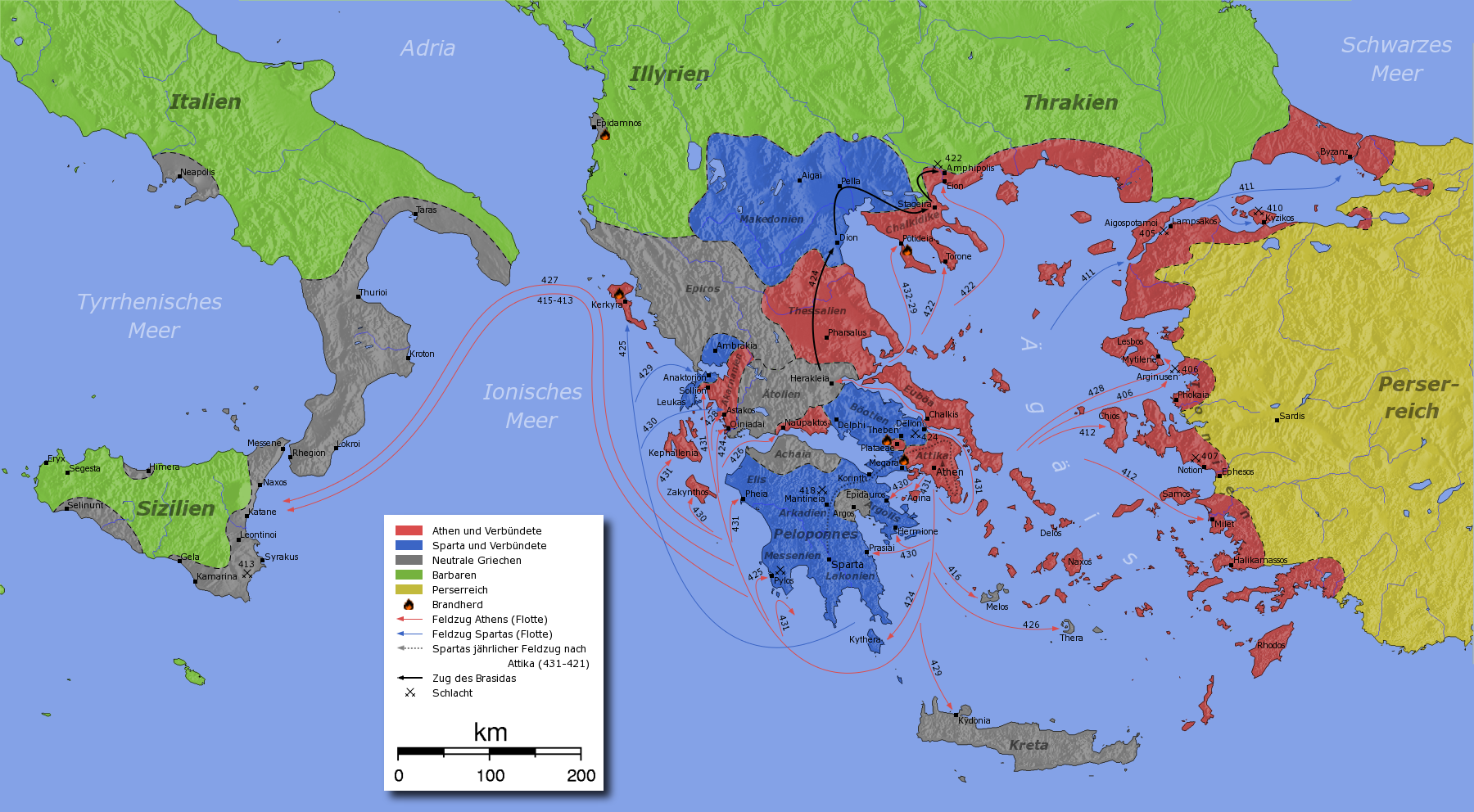
Bitvy a tažení peloponéské války

Trvalé rozpory mezi athénským námořním spolkem a peloponéským spolkem vyústily v roce 431 př. n. l. ve vypuknutí peloponéské války. Bezprostředních příčin války byla celá řada, avšak zásadní význam měly tři incidenty popisované Thúkydidem a Plútarchem: konflikt mezi Korintem a jeho kolonií Kerkýrou, do kterého zasáhly Athény, odpadnutí korintské kolonie Poteidaie od námořního spolku a athénské rozhodnutí o uvalení obchodních sankcí proti Megaře, jež byla členem peloponéského spolku. Athény byly následně členy peloponéského spolku obviněny z porušení třicetiletého míru, načež Sparta vyhlásila Athénám válku. Většina historiků považuje uvedené příčiny za pouhé záminky k rozpoutání války. Jejím hlavním důvodem byl totiž strach Sparty a jejích spojenců z rostoucího vlivu Athén. Samotné válečné akce byly zahájeny náhlým přepadením Platají spartskými spojenci Thébany v roce 431 př. n. l.
Sparťané chtěli Athény zlomit pravidelnými každoročními vpády do Attiky. Účinek těchto nájezdů ale nebyl takový, jak ve Spartě očekávali, neboť Periklés evakuoval veškeré obyvatelstvo obce za dlouhé zdi, kde byli Athéňané bezpečně chráněni. Současně athénská flota drancovala pobřeží Peloponésu. Periklés věřil, že tím Sparťany vyčerpá a přinutí ke kapitulaci. Athénská strategie byla ale vážně narušena propuknutím epidemie v roce 430 př. n. l., jíž padl za oběť i athénský vůdce. Na jeho místo nastoupili dva rozdílní politikové: agresivní Kleón a po smíru se Spartou volající Níkiás. V roce 425 př. n. l. se po zajetí mnoha svých občanů v bitvě u Sfakterie zdála Sparta připravená přijmout mír, avšak Kleón svou neústupností tuto možnost ukončit konflikt zhatil. Sparta na to reagovala tažením do Thrákie pod velením Brásida v roce 424 př. n. l., čímž bylo ohroženo zásobování Athén obilím. Po smrti Brásida a Kleóna v bitvě u Amfipole bylo v roce 421 př. n. l. uzavřeno příměří (Níkiův mír). Spory mezi oběma spolky nicméně nadále přetrvávaly.
Sparta, jejíž prestiž byla oslabená, se musela utkat se svým úhlavním nepřítelem na Peloponéském poloostrově Argem, který se pokoušel zaujmout její postavení. Athéňané podněcovaní Alkibiadem využili spartského zaneprázdnění k výpravě na Sicílii v letech 415 až 413 př. n. l. Toto tažení ale skončilo athénskou pohromou. Obsazení Syrakus se nezdařilo a athénské vojsko bylo následně zcela zničeno. Válečná štěstěna se tak začala pomalu přiklánět na stranu Sparty. Tomu napomohl i samotný Alkibiadés, který přeběhl ke Sparťanům a přesvědčil je, aby obsadili osadu Dekeleia v Attice. Z tohoto opěrného bodu Sparťané následně kontrolovali celou Attiku. Současně s pomocí perského zlata vystavěla Sparta vlastní mocnou flotu a přenesla válku na pobřeží Iónie. Neustále se stupňující finanční požadavky Athén na jejich spojence vedly k tomu, že stále více členů námořního spolku povstávalo proti Athéňanům. Nezdary ve válce přiměly aristokratickou stranu v Athénách k provedení oligarchického převratu v roce 411 př. n. l. Ten byl však již v následujícím roce potlačen, také s podporou do Athén se opět navrátivšího Alkibiada. Athéňanům se v této fázi války začalo opět dařit a dosáhli několika vítězstvích (Sparta jim znovu nabídla mír), avšak poté, co se novým velitelem spartské floty stal vojevůdce Lýsandros, nastal ve válce definitivní zvrat. V roce 406 př. n. l. Athény ještě zvítězily v bitvě u Arginuských ostrovů, již v dalším roce ale Lýsandros zničil s pomocí lsti athénskou flotu v bitvě u Aigospotamoi. V roce 404 př. n. l. vyhladověné, obležené a spojenci opuštěné Athény konečně kapitulovaly.
Mírové podmínky ukončily athénskou převahu v Řecku. Athény nesměly udržovat flotu a musely poskytovat vojenskou podporu Spartě. Demokracie byla nahrazena prospartskou oligarchickou vládou třiceti tyranů. Délský spolek byl rozpuštěn a někdejší athénští spojenci byli podřízeni Spartě. Třebaže někteří členové peloponéského spolku žádali zničení Athén, Sparťané tento návrh zamítli, neboť chtěli v Řecku zachovat rovnováhu sil. Korint a Théby se však cítily podvedeny. Cíle, jichž toužily ve válce dosáhnout, zůstaly nenaplněny, což je přimělo od nynějška sledovat pouze vlastní zájmy, které byly často v rozporu se zájmy Sparty.

### Boj o hegemonii: soupeření Sparty a Théb
Sparta se po vítězství nad Athénami stala hegemonem Řecka. Její situace byla nicméně složitá. Lidské zdroje byly vyčerpány dlouhou válkou a svornost peloponéského spolku začala ihned po porážce Athén upadat. Kromě toho došlo mezi Spartou a Persií v letech 400 až 394 př. n. l. k válce v Malé Asii. Ve smlouvě z roku 412 př. n. l., která učinila z obou států spojence, se totiž Sparťané zavázali vydat Persii maloasijské řecké obce. To však Sparťané po svém vítězství v peloponéské válce odmítli učinit. Nespokojené Théby a Korint se v téže době spojily s tradičními spartskými nepřáteli: Argem a Athénami, a společně bojovaly proti Sparťanům v korintské válce v letech 395 až 387 př. n. l. Ta skončila tzv. královským mírem, který byl ve skutečnosti perským diktátem. V něm bylo potvrzeno vedoucí postavení Sparty, která ale ztratila hodně ze svého dřívějšího kreditu osvoboditele Helénů, neboť v tomto míru byla sice všem obcím zaručena autonomie, avšak maloasijské poleis a Kypr byly vydány do rukou perského krále. Théby navíc musely rozpustit boiótský spolek. Naproti tomu Athény obdržely zpět některé ostrovy v Egejském moři.

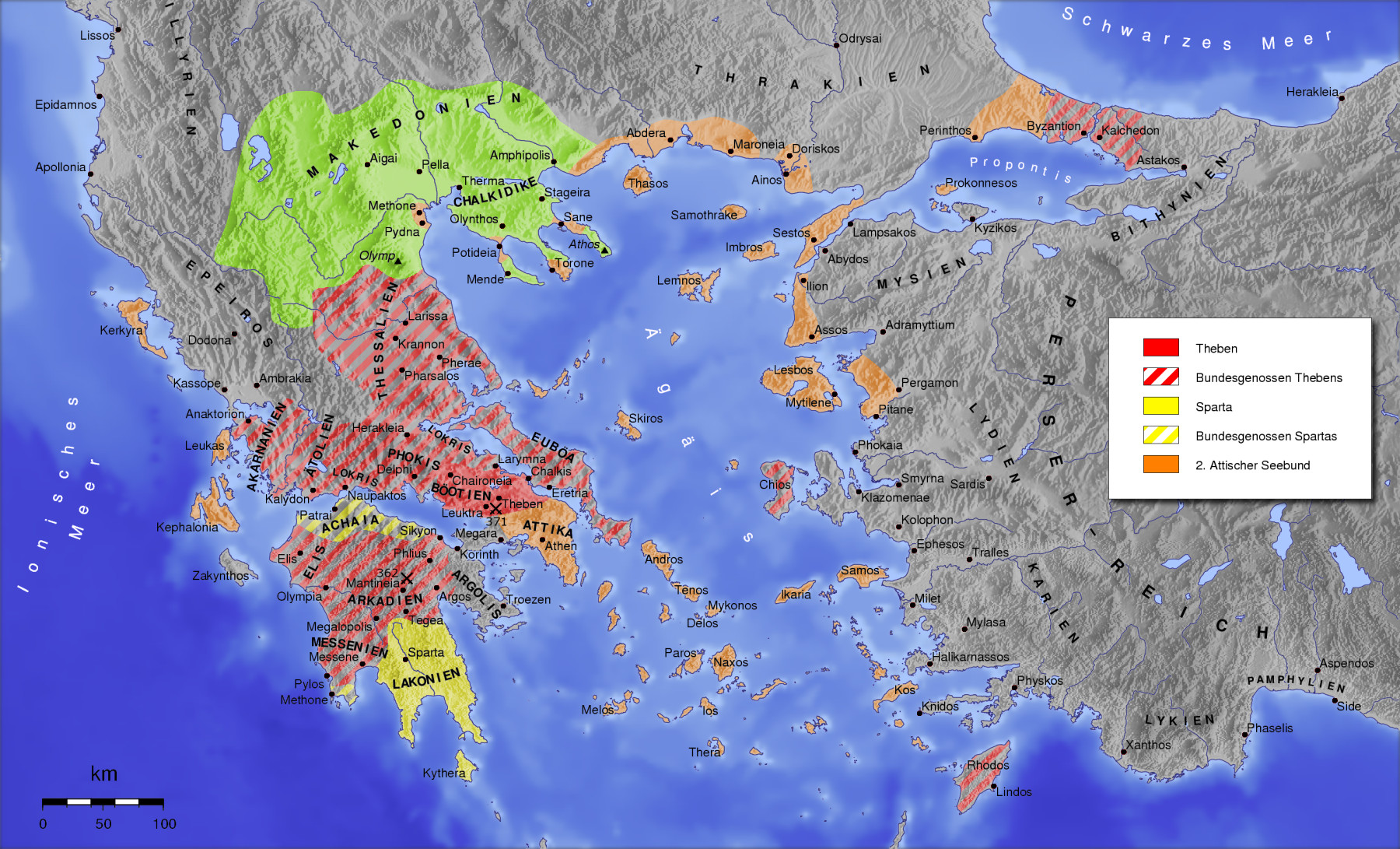
Řecko v době thébské hegemonie, 371–362 př. n. l.

Na principu autonomie a rovnoprávnosti stavěla myšlenka koiné eiréné („všeobecný mír“), která se vedle panhelénismu stala nejzásadnější politickou ideou tohoto období. Myšlenka věčného míru v Řecku však vždy selhala na nemožnosti zajistit jeho garantování bez existence silné moci, kterou ale vylučovala. Královský mír je mnohými historiky pokládán za první pokus o realizaci koiné eiréné. Za strážce královského míru byla určena Sparta, která si tak chtěla zabezpečit vlastní dosažené pozice. Tlak ostatních obcí jí však stále více nutil k defenzívě. Athény se pomalu zotavily z porážky v peloponéské válce a v roce 377 př. n. l. obnovily námořní spolek, ovšem ve značně zmenšené podobě a rovněž na demokratičtějším základu. Současně Thébané s pomocí Athéňanů vyhnali Spartou dosazenou aristokratickou vládu a obnovili boiótský spolek. Když selhaly spartské pokusy prosadit všeobecný mír na thébském a athénském odporu, vypověděla Sparta Thébám válku. V roce 371 př. n. l. došlo k bitvě u Leukter, ve které bylo do té doby nepřemožitelné spartské vojsko drtivě poraženo Thébany, vedenými geniálním Epameinóndou. Touto první přesvědčivou porážkou Sparťanů v otevřené bitvě definitivně skončila spartská hegemonie. Následkem toho ztratila Sparta Messénii a upadla na úroveň druhořadého státu.
Théby po tomto vítězství získaly hegemonní postavení v Řecku. To však již po několika letech mělo vzít za své, neboť odvěcí nepřátelé Sparta a Athény se cítili thébskou hegemonií ohroženi a spojili se proto proti Thébám. Třebaže samotná bitva u Mantineie v roce 362 př. n. l. skončila nerozhodně, thébský vojevůdce Epameinóndás v bitvě padl a Théby tak ztratily svého jedinečného vůdce. Jeho nástupce zavlekl Thébany do desetiletého bezvýsledného konfliktu s Fókidou. Po bitvě u Mantineie už nebylo žádné polis, která by byla schopná zaujmout pozici řeckého hegemona. Athény sice byly hlavními vítězi, avšak jejich snaha obnovit svou někdejší dominanci v námořním spolku narazila na odpor jeho členů a skončila trpkou porážkou Athén ve spojenecké válce v letech (357–355 př. n. l.). V roce 354 př. n. l. Thébané požádali Filipa II. Makedonského o pomoc proti Fókům, čímž Makedoncům umožnili zasahovat do řeckých záležitostí.
Na Sicílii zatím dosáhly Syrakusy značného kulturního a hospodářského rozmachu a vůdčího politického postavení za vlády Dionýsia I. Ve 4. století př. n. l. se ale tato obec propadla do krvavé občanské války. Podobně i ostatní města sicilských Řeků zažívala v této době rozkvět, třebaže už od počátku 5. století př. n. l. byli zdejší Řekové nuceni neustále válčit s Kartaginci. Rozmach zažívaly v této době i další oblasti stojící spíše na okraji řeckého světa, především Thesálie za vlády Iásóna z Fer. Také Korint a Megara se zotavily z válek na přelomu 5. a 4. století př. n. l. a bohatly z obchodu.

### Nástup Makedonie – počátek úpadku řeckýchpoleis

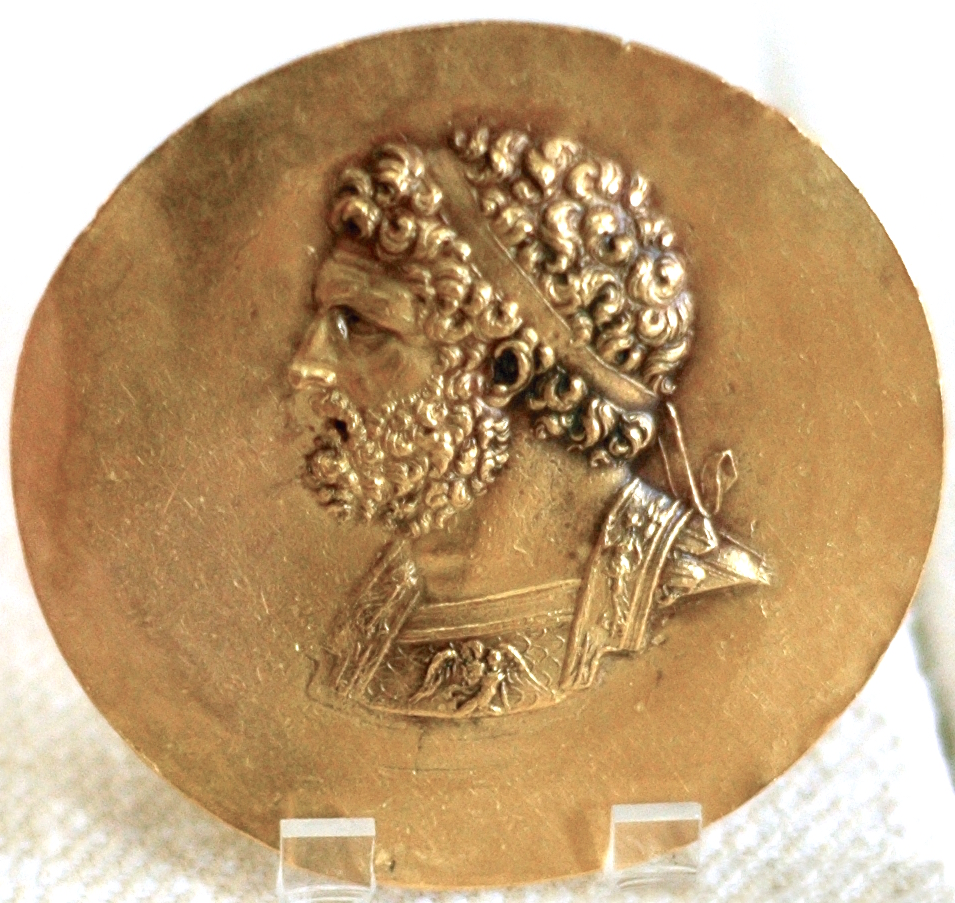
Filip II. Makedonský

Permanentních bojů mezi Helény a s tím souvisejícího vnitřního oslabení polis využil ke svému vzestupu severní soused Řecka, Makedonie. Makedonci nebyli původně považováni za Helény, teprve v 5. století př. n. l. byl jejich tehdejší král uznán za Řeka, pročež mu bylo dovoleno zúčastnit se olympijských her. Tento zaostalý stát však stál nadále víceméně stranou politického a kulturního vývoje Řecka. To se ale kolem poloviny 4. století př. n. l. rozhodl změnit král Filip II. Makedonský, ambiciózní muž vzdělaný v Thébách. Vytvořil stálé a profesionální vojsko, s nímž nejprve odrazil útoky kmenů ze severu a následně zkrotil věčně odbojnou makedonskou šlechtu. Obsazením řeckých obcí Amfipolis, Methóné a Poteidaia získal přístup k moři. Ovládnutím zlatých a stříbrných dolů v Makedonii a Thrákii si pak zabezpečil zdroje k uskutečnění svých ambiciózních plánů. V padesátých letech bojoval proti Fókům a v roce 352 př. n. l. ovládl Thesálii. Postupně si podmanil také Thrákii a do roku 346 př. n. l. ovládal vše na sever od průsmyku Thermopyly. Své velké bohatství využil k podplácení řeckých politiků a dosáhl tak vytvoření promakedonské strany v každé řecké polis. Jeho zásah do války mezi Thébami a Fókidou mu zajistil respekt a zároveň se tím chopil příležitosti vměšovat se do řeckých záležitostí.
Athénský řečník a politik Démosthenés, jenž rozpoznal nebezpečí, které Filip představoval pro svobodu Helénů, burcoval Athéňany sérií svých slavných řečí nazývaných filipiky do boje k zastavení makedonského postupu. Athény a Théby se z Démosthenova podnětu rozhodly čelit vzrůstajícímu Filipovu vlivu a uzavřely spojenectví. Filip ale udeřil první. Postoupil do Řecka a rozdrtil Helény v bitvě u Chairóneie v roce 338 př. n. l. Tato bitva je tradičně pokládána za okamžik počátku rozkladu instituce řeckých městských států, třebaže většina polis si uchovala nezávislost až do dob římské říše. Filip se pokusil naklonit si Athéňany pochlebováním a dary, ale tato snaha se setkala jen s omezeným úspěchem. Následně přinutil poražená řecká města vstoupit do korintského spolku, jehož vůdcem se jmenoval, a vyhlásil svůj úmysl napadnout Persii za účelem osvobození maloasijských Řeků a kvůli pomstě za perskou invazi a zničení řeckých chrámů během řecko-perských válek. Dříve než tak stihl učinit, byl ale v roce 336 př. n. l. úkladně zavražděn.

### Kultura a společnost klasického věku
V Periklově době se Athény vyvinuly v kulturní metropoli celého Řecka. Peníze z pokladny námořního spolku umožnily vybudování četných stavebních projektů, jako byly například Parthenón, Propyleje a další skvostné stavby na Akropoli. Athény se rovněž staly centrem antické filozofie, mezi jejíž nejvýznamnější představitele náleželi Sókratés, Platón a Aristotelés. Klasická doba byla obdobím rozkvětu Řecka a řecké kultury. Slavná se stala jména dramatiků, jako byli Sofoklés, Aischylos nebo Eurípidés. Známými sochaři této doby byli Feidiás a Polykleitos. Z dalších pak také lékař Hippokratés nebo dějepisci Hérodotos a Thúkydidés, jejichž historická díla byla pozoruhodná i z literárního hlediska. Démosthenés byl až do dob Cicerona považován za nepřekonatelného řečníka. Působivý příklad kulturního rozvoje klasického Řecka představovala tragédie, jejíž počátky však sahají až do archaické doby. Základním pilířem antické kultury bylo klasické vzdělání, paideia, jehož se dostávalo všem svobodným Helénům, čímž se odlišovali od barbarů. Klasická doba tak položila základy západní civilizace, na nichž stavěly prakticky všechny následující generace.
V politice se v této době objevily nové myšlenkové proudy a ideologie jako sofismus nebo demokracie. Důležitým předpokladem pro vývoj demokracie v Athénách byla právě existence městského státu. Za Perikla a později ještě za Kleóna dosáhla svého vrcholu také radikální demokracie zapojením nejchudších vrstev do řízení státních záležitostí (počátek tohoto procesu spadá již do šedesátých a padesátých let 5. století př. n. l.). Athénská demokracie s plnoprávnou účastí všech občanů se stala vzorem pro budoucnost, přesto se neubránila pokušení provádět agresivní mocenskou politiku. Právě naopak. Navíc v mnoha směrech jde jen obtížně srovnávat ji s moderní demokracií, neboť jí například zcela chyběla pro dnešní demokracii tak typická dělba moci.

## Helénistická doba (336–146 př. n. l.)

### Alexandrovy výboje
Po Filipově smrti v roce 336 př. n. l. nastoupil na makedonský trůn jeho dvacetiletý syn Alexandr, který se okamžitě vydal uskutečnit otcovy plány. V Korintu se nechal shromážděním řeckých poleis uznat za vůdce Řeků a poté vyrazil na sever, kde začal shromažďovat vojsko pro tažení do Persie. Jádrem tohoto vojska byli tvrdí makedonští horalové doplnění o dobrovolníky z různých koutů Řecka. V průběhu kampaně proti Ilyrům, se ale Alexandr doslechl o povstání řeckých měst, načež se ihned přemístil na jih a dobyl vzbouřené Théby. Město dal zničit a jeho obyvatele buď pobil, nebo prodal do otroctví. Nechal stát pouze chrámy a dům básníka Pindara. Tento akt v sobě nesl poselství dvojího druhu. Jednak tím dal najevo, že nebude tolerovat jakýkoliv pokus o odpor ze strany Řeků a snadno se s ním vypořádá, zároveň chtěl prokazovat úctu a respekt k jejich kultuře, pokud ovšem setrvají v poslušnosti.
V roce 334 př. n. l. Alexandr napadl perskou říši a zvítězil nad Peršany v bitvě u Gráníku. Toto vítězství mu uvolnilo cestu k iónskému pobřeží, díky čemuž mohl osvobodit všechny zdejší řecké obce. Po uspořádání poměrů v Malé Asii postoupil na jih a přes Kilíkii pronikl do Sýrie, kde v roce 333 př. n. l. porazil perského velkokrále Dareia III. v bitvě u Issu. Potom ovládl všechna fénická města a vstoupil do Egypta, kde narazil jen na slabý odpor, neboť Egypťané ho vítali jako osvoboditele z perského útlaku. V Amonově věštírně v oáze Síwa byl následně prohlášen za boha. Dareios byl ochoten uzavřít s Alexandrem mír a Alexandr by se tak mohl s velkou slávou vrátit do Makedonie. Ale Alexandr byl odhodlaný dobýt celou Persii a ustanovit se vládcem světa. Ze Sýrie vytáhl na severovýchod do Mezopotámie a v bitvě u Gaugamél (331 př. n. l.) Dareia opět porazil. Ten pak uprchl na východ, později byl však zavražděn vlastními lidmi, načež se Alexandr stal pánem celé perské říše.
Mezitím Řekové obnovili svoje úsilí o svržení makedonské nadvlády. V bitvě u Megalopole v roce 331 př. n. l. ale Alexandrův regent Antipatros porazil Sparťany, kteří se již předtím odmítli připojit ke korintskému spolku a uznat tak makedonskou nadřazenost. Alexandr zatím pokračoval dále na východ do Baktrie a Sogdiany. V roce 326 př. n. l. překročil řeku Indus a dosáhl Paňdžábu. Jeho touze postupovat po řece Ganze až do Bengálska se zde ale postavila jeho vlastní armáda. Vyčerpaná náročným tažením odmítla jít dále a vynutila si návrat do Persie. Alexandr se pak usadil v Babylóně, kde plánoval podniknout tažení na západ, nicméně v roce 323 př. n. l. zemřel.
Alexandrova říše se záhy po jeho smrti rozpadla, ovšem jeho tažení trvale změnilo řecký svět. Tisíce Řeků se už za jeho života vydaly na východ osídlit nová města, která Alexandr založil v průběhu výpravy. Nejvýznamnější z nich byla Alexandrie v Egyptě. V Malé Asii, Sýrii, Egyptě a v Baktrii postupně vznikla řecká království. Vědomosti a kultura východu a západu se začaly vzájemně ovlivňovat a působení řecké kultury se rozšířilo až na hranice Indie. Řecké obce hrály však v novém uspořádání světa podřadnou roli jak vůči helénistickým říším, tak ve vztahu k nově se formujícím řeckým spolkovým státům.

### Helénistický svět

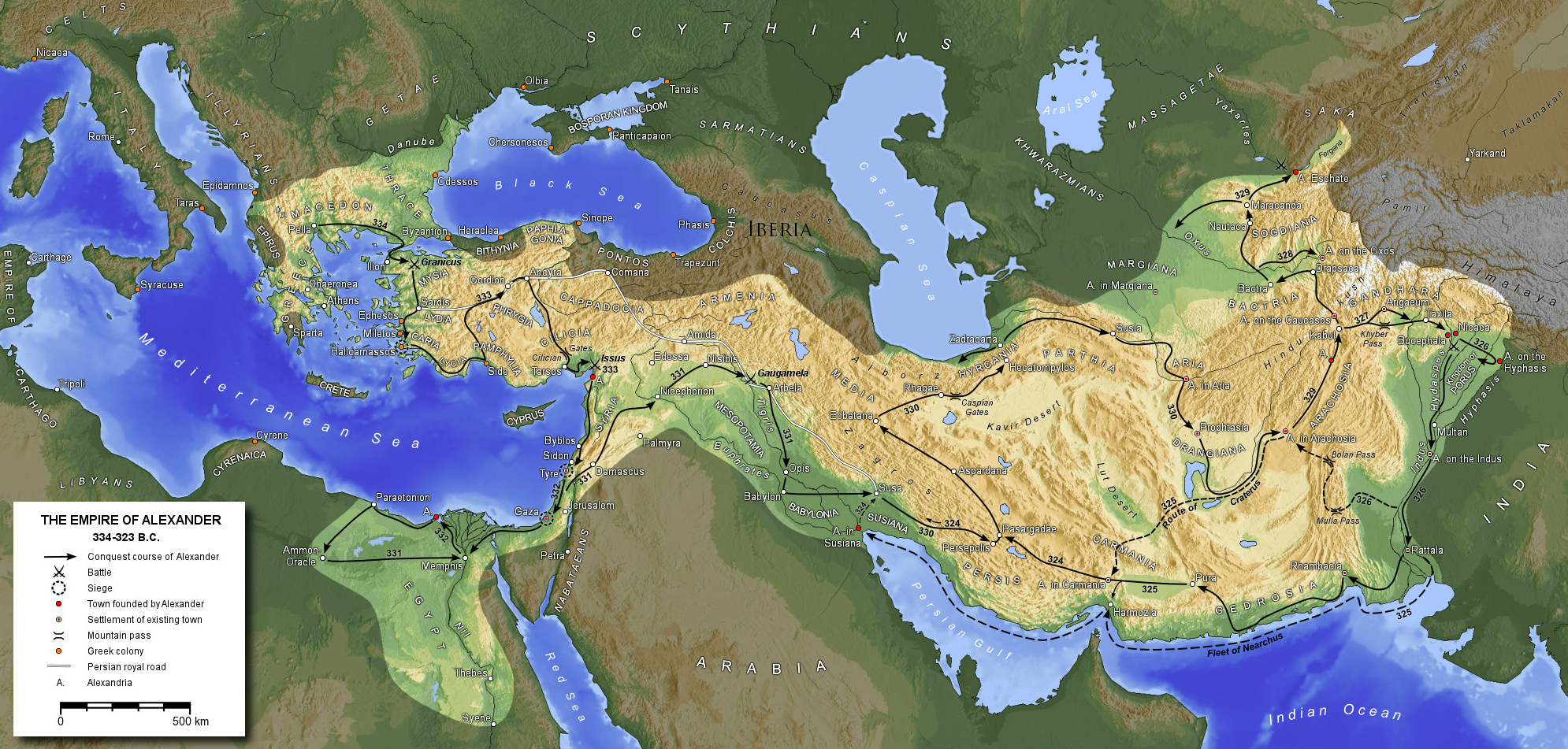
Mapa Alexandrovy říše

Alexandrovu říši si mezi sebou rozdělili makedonští generálové – diadochové („nástupci“). Z následných válek známých jako války diadochů vzešly tři velké říše: v Přední Asii vznikla seleukovská říše, Egypt ovládla dynastie Ptolemaiovců, Makedonie se po mnoha zmatcích zmocnili v roce 276 př. n. l. Antigonovci, kteří utužili makedonskou hegemonii v Řecku.
Alexandrovo tažení přineslo řeckým městským státům celou řadu závažných důsledků. Horizont řeckého světa se dobytím Persie neuvěřitelně rozšířil. Nekonečné konflikty mezi obcemi z 5. a 4. století př. n. l. se v dimenzích tohoto světa jevily jako malicherné a nepodstatné. Na východě bylo založeno mnoho nových řeckých měst, čímž se systém poleis rozšířil do velké části Asie. Mnoho Řeků odešlo do Alexandrie, Antiochie a mnoha jiných měst, ležících v až tak vzdálených místech jako Baktrie či na území dnešního Pákistánu. Zde založili řecko-baktrijské a později také indo-řecké království, které přežilo až do konce 1. století př. n. l.
V samotném Řecku ztrácely poleis stále více na významu. Na jejich místo nastoupily spolkové státy, které disponovaly společným občanstvím, státními orgány a vojenskou organizací. Jedním z nich byl aitólský spolek založený ve středním Řecku v druhé polovině 4. století př. n. l. Druhý podobný útvar představoval achajský spolek vzniklý spojením měst na severu Peloponésu po roce 280 př. n. l. Achajský spolek, podobně jako aitólský, byl původně namířen proti makedonské hegemonii. Achajové se ale sami brzy pokusili ovládnout Řecko a později dokonce vstupovali do proměnlivých spojenectví s makedonskými králi, kteří brzy zjistili, že nejsou dost silní na to, aby si tyto spolky dokázali úplně podmanit.
Řeckému umění, filozofii a literatuře se v helénistických státech podařilo dosáhnout nového rozmachu. Vládnoucí vrstvy seleukovské a ptolemaiovské říše napomohly rozšíření řecké civilizace a životního stylu do vzdálených zemí starověkého světa. Centrem helénství významnějším než Athény se v této době stalo hlavní město Ptolemaiovců – Alexandrie – se svou slavnou antickou knihovnou. V další významné středisko helénistické kultury se pozvedlo maloasijské město Pergamon. Tato epocha zplodila výjimečné jedince, jakými byli matematikové Eukleidés a Archimédés, filozofové Epikúros a Zénón z Kitia stejně jako básníci Apollonios z Rhodu či Theokritos.

### Antigonovci: převaha Makedonie
Alexandrova smrt se řeckým politikům jevila jako výtečná příležitost k znovuzískání svobody, což vedlo ke vzplanutí lamijské války v letech 323 až 322 př. n. l. Počáteční úspěchy však byly brzy zmařeny příchodem makedonského vojska z východu. Démosthenés po této porážce spáchal sebevraždu. Vláda nad Makedonií připadla poté Antipatrovu synovi Kassandrovi, který se po několikaletém válčení učinil pánem většiny Řecka. Kassandros založil nové makedonské hlavní město v Soluni a byl celkem schopným vládcem. Poté, co dal zavraždit Alexandrova syna Alexandra IV., se nechal v roce 305 př. n. l. prohlásit makedonským králem. Kassandrova moc byla ale ohrožována Antigonem I. Jednookým, vládcem Malé Asie, který Řekům slíbil vrátit svobodu, pokud jej podpoří. V roce 307 př. n. l. obsadil Antigonův syn Démétrios Athény a obnovil demokratické zřízení, které bylo odstraněno po skončení lamijské války. Avšak v roce 301 př. n. l. koalice Kassandra a ostatních helénistických králů porazila Antigona v bitvě u Ipsu, čímž byli Antigonovci dočasně odstaveni.
Přesto to byl po Kassandrově smrti v roce 297 př. n. l. právě Démétrios, kdo se chopil makedonského trůnu a získal kontrolu nad Řeckem. Z Makedonie byl ale po několika letech vyhnán spojenými silami Pyrrha a Lýsimacha. V roce 285 př. n. l. porazil Lýsimachos Pyrrha a stal se pánem Makedonie a celého Řecka. Již o čtyři roky později byl však Lýsimachos poražen a zabit v bitvě u Kúrúpedia. Následně vpadli do Makedonie ze severu Keltové. V nastalém chaosu se dokázal prosadit Antigonos II. Gonatás, syn Démétria, který Kelty porazil a ustavil se makedonským králem. Spojením se Seleukovci proti Ptolemaiovcům dosáhl vyvedení své dynastie z izolace, čímž si zabezpečil vládu. Dynastie Antigonovců se na makedonském trůně udržela až do roku 168 př. n. l.
Antigonovská nadvláda v řeckých obcích byla narušována povstáními, vyvolávanými protimakedonskými stranami podporovaných Ptolemaiovci, kteří vehementně usilovali podkopat moc Makedonie. Antigonos umístil makedonskou posádku do Korintu, strategicky důležitého místa v Řecku. Nicméně Athény, Rhodos, Pergamon a některé další řecké státy (především achajský a aitólský spolek) si dokázaly zachovat svoji nezávislost. V roce 267 př. n. l. přesvědčil Ptolemaios II. Filadelfos řecké obce ke vzpouře proti Antigonovi, čímž začala Chrémonidova válka (pojmenovaná podle tehdejšího vůdce Athén Chremónida). Navzdory egyptské pomoci byli Řekové poraženi a Athény ztratily jak svoji nezávislost tak demokratické instituce. Tato porážka znamenala konec působení Athén jako důležitého politického činitele, třebaže Athény zůstaly největším, nejbohatším a nejkulturnějším městem Řecka. V roce 258 př. n. l. Antigonos završil svoje vítězství, když porazil egyptskou flotu u ostrova Kóu a podřídil si tak všechny egejské ostrovy, kromě Rhodu. Aitólský spolek se stal makedonským spojencem a získal kontrolu nad Thébami.
Antigonos II. zemřel v roce 239 př. n. l. Již před jeho smrtí se vzbouřily městské státy sdružené v Achajském spolku, jejichž vůdčí postavou byl v této době Arátos ze Sikyónu. V roce 243 př. n. l. získali Achajové na svou stranu Korint. Proti Antigonovu synovi a nástupci Démétriovi II. se následně postavila koalice achajského a aitólského spolku. Tyto spolky obvykle vedly války mezi sebou, avšak nyní se sjednotily. Démétrios s nimi válčil po celou dobu své vlády, ale odpadnutí Épeiru a neúspěšné boje proti barbarským Dardanům na severu, ve kterých Démétrios v roce 229 př. n. l. padl, ještě prohloubily stávající krizi Makedonie. Achajové byli zcela nezávislí a kontrolovali většinu jižního Řecka, zatímco Athény zůstávaly stranou konfliktu. Démétrios po sobě zanechal desetiletého syna Filipa, za nějž měl prozatím vykonávat vládu jako regent jeho strýc Antigonos III. Dósón. Ten konečně porazil Aitóly a zabránil jim oddělit od Makedonie Thesálii. Sparta setrvávala ve svém nepřátelském vztahu k Achajům. V roce 227 př. n. l. spartský král Kleomenés III. Achaje drtivě porazil a získal kontrolu nad spolkem. Arátos se za této situace spojil s Dósónem, který nad Sparťany v roce 222 př. n. l. zvítězil a zmocnil se jejich města – Sparta tak byla poprvé v historii obsazena cizí mocí.

### Mrak na západě
V sedmdesátých letech 3. století př. n. l. došlo k prvnímu konfliktu mezi Řeky a Římany, neboť Tarenťané ohrožovaní Římany si na pomoc proti nim pozvali épeirského krále Pyrrha. Pyrrhos byl talentovaným vojevůdcem, přesto nebyl schopen Římany zdolat a po několika letech se bez úspěchu vrátil zpět do Řecka. Tarent a ostatní jihoitalské řecké obce byly poté postupně ovládnuty Římany. Nedlouho poté se řecké obce na Sicílii staly předmětem sporu mezi Římany a Kartaginci. Po skončení první punské války v roce 241 př. n. l. se velká část Sicílie ocitla pod římskou nadvládou, pouze Syrakusy si podržely samostatnost jako římský spojenec. Během druhé punské války, po vítězství Hannibala v bitvě u Kann, přešly Syrakusy na stranu Kartága, což však mělo za následek římskou odvetu. V roce 211 př. n. l. Římané Syrakusy dobyli a definitivně ukončili nezávislost tohoto řeckého města. Při obléhání města byl zabit i slavný matematik Archimédés.

Řecko a Makedonie před začátkem druhé makedonské války

V roce 221 př. n. l. zemřel Antigonos III. Dósón a na makedonský trůn nastoupil Filip V. přezdívaný „milovník Řecka“. Filip V. vstoupil do historie jako poslední makedonský vládce, který ovládal Řecko a byl schopen bránit Helény před rostoucím mrakem na západě: stále mocnějšími Římany. Uzavřením míru z Nafpaktu v roce 217 př. n. l. Filip ukončil vítězně válku s Aitóly a kontroloval takřka celé Řecko s výjimkou Athén, Rhodu a Pergamu. V době Filipova nástupu na trůn se Římané po vítězství nad Ilyry pevně usadili na východním pobřeží Jaderského moře v sousedství Makedonie. Filip, který se kvůli tomu cítil Římany ohrožován, se proto spojil s římským nepřítelem Kartágem a vytvořil v roce 215 př. n. l. alianci s Hannibalem Barkou. Ve skutečnosti tím však Římanům poskytl záminku k zásahům do řeckých záležitostí. Římu se podařilo získat na svou stranu dosud Filipovi loajální aitólský spolek a uzavřít spojenectví s nepřítelem Antigonovců, Pergamem. První makedonská válka vypukla v roce 215 př. n. l. a skončila nerozhodně o deset let později. Jediným, avšak podstatným, důsledkem této války byla skutečnost, že si Makedonie Římany osudově znepřátelila.
V roce 202 př. n. l. Římané porazili Kartágo, což jim umožnilo napnout svoji pozornost východním směrem. V roce 200 př. n. l. zahájili kvůli zanedbatelnému sporu druhou makedonskou válku, jejíž pravou příčinou byla římská touha po pomstě a také obava z toho, aby se Makedonie nestala spojencem Seleukovců, největší říše východu. Filipovi řečtí spojenci jej záhy opustili a v roce 197 př. n. l. byl římským prokonzul Titem Quinctiem Flamininem rozhodně poražen v bitvě u Kynoskefal. Filip musel sice rozpustit svoji flotu a stát se římským spojencem, nicméně mírové podmínky byly pro něho celkově snesitelné. Jelikož Flamininus byl obdivovatelem řecké kultury a umírněným mužem, prohlásil v roce 196 př. n. l. na isthmických hrách řecké obce za svobodné, třebaže Římané umístili své posádky do Korintu a Chalkidy. Avšak svoboda přislíbená Římany byla iluzí. Všechna města s výjimkou Rhodu byla zapojena do nového spolku řízeného Římany, přičemž demokracie byla ve všech obcích postupně nahrazována prořímskými aristokratickými režimy.
V roce 192 př. n. l. vypukla válka mezi Římem a seleukovskou říší, jejímž tehdejším králem byl ambiciózní Antiochos III. Některé řecké obce viděly v Antiochovi osvoboditele od Římské nadvlády, nicméně jejich naděje vzaly za své, když byl Antiochos poražen Římany (s Filipovým přispěním) v bitvě u Thermopyl v roce 191 př. n. l. V průběhu této války římské vojsko poprvé stanulo na půdě Asie, kde Antiocha znovu porazilo v bitvě u Magnésie o rok později. Antiochos byl následně donucen vzdát se veškerého území v Malé Asii v mírové smlouvě z Apameie. Římané tak v průběhu pouhých deseti let odstranili všechny své potenciální nepřátele na východě a zajistili si tak dominantní postavení v Řecku. V následujících letech Římané ještě hlouběji zasahovali do řecké politiky, chytře využívajíce rozporů mezi aristokraty a demokraty v jednotlivých obcích. Makedonie si udržovala svoji nezávislost, třebaže formálně byla římským spojencem. Když Filip V. v roce 179 př. n. l. zemřel, nastoupil po něm na trůn jeho syn Perseus, který stejně jako všichni Antigonovci snil o sjednocení Řeků pod makedonskou vládou. Makedonie byla však nyní příliš slabá na to, aby mohla něco takového uskutečnit. Římský spojenec, pergamský král Eumenés II., přesto Římany přesvědčil, že Perseus pro ně představuje hrozbu.

### Konec řecké svobody
Eumenovy intriky přiměly římský senát k vyhlášení třetí makedonské války v roce 171 př. n. l. Římané přivedli do Řecka ohromné vojsko, pro něž Makedonci nebyli rovnocenným soupeřem. Perseus nebyl schopen spojit se s ostatními řeckými státy, avšak díky mizernému římskému velení dokázal Římanům úspěšné vzdorovat téměř tři roky. V roce 168 př. n. l. vyslal senát do Řecka vojevůdce Lucia Aemilia Paulla, který nakonec Persea ničivě porazil v bitvě u Pydny. Poslední makedonský král byl pak zajat a potupně veden Římem během Paullova triumfálního průvodu. Antigonovci tak byli sesazeni a makedonské království bylo rozděleno do čtyř malých států závislých na Římu. Všechny řecké obce, které slíbily Perseovi pomoc, byly tvrdě potrestány. Tímto římským vítězstvím fakticky ztratili svoji nezávislost dokonce i římští spojenci Pergamon a Rhodos, kteří válku proti Perseovi iniciovali.
Pod vedením dobrodruha zvaného Andriskos Makedonie v roce 149 př. n. l. naposledy povstala proti Římanům. Tato vzpoura byla však již po jednom roce zlomena, důsledkem čehož bylo přeměnění Makedonie v římskou provincii. Osud první helénistické říše se naplnil. Římané nyní vystupňovali své požadavky vůči ostatním Helénům a žádali, aby achajský spolek, poslední opora řecké nezávislosti, byl rozpuštěn. Achájové odmítli a vyhlásili Římanům válku. Většina řeckých obcí se přidala na stranu Achájů, dokonce i otroci byli osvobozeni, aby mohli bojovat za svobodu Řecka. Římský konzul Lucius Mummius postoupil se čtyřmi legiemi z Makedonie na jih a porazil Řeky na Isthmu. V odvetu za povstání bylo nejvýznamnější město spolku, Korint, srovnán se zemí, což definitivně ukončilo řecký odpor. S výjimkou Sparty a Athén se tak v roce 146 př. n. l. stal celý řecký poloostrov římským protektorátem.

## Římská nadvláda (146 př. n. l. – 395 n. l.)

### Mithridatés a římské občanské války
V roce 133 př. n. l. zemřel pergamský král Attalos III. a jeho království připadlo podle jeho závěti Římanům. Řím tím získal přímou kontrolu nad egejskými ostrovy a vytvořil si pevnou základnu na asijském kontinentu. Konečná zkáza Řecka nastala po roce 88 př. n. l., kdy pontský král Mithridatés vypověděl Římanům válku a nechal v Malé Asii zmasakrovat 80 000 Římanů a Italiků. Ačkoli Mithridatés nebyl Helén, mnoho řeckých měst, včetně Athén, svrhlo své prořímské loutkové vládce a přidalo se na jeho stranu. Když byl vytlačen z Řecka římským vojevůdcem Luciem Corneliem Sullou, stihla řecké obce římská pomsta, z níž se nikdy plně nevzpamatovaly. Boje s Římany Řecko značně vylidnily a demoralizovaly. Helénové se již nikdy více neodvážili postavit římské vládě a města jako Athény, Korint, Soluň nebo Patras už nikdy nedosáhla svého někdejšího bohatství a moci.
Další pohromy přinesly do Řecka římské občanské války v 1. století př. n. l. V roce 48 př. n. l. Julius Caesar porazil Pompeia v bitvě u Farsálu. V bitvě u Filipp zvítězil Marcus Antonius v roce 42 př. n. l. nad Caesarovými vrahy Brutem a Cassiem. Teprve v roce 31 př. n. l. skončily občanské války vítězstvím Octaviana nad Marcem Antoniem a Kleopatrou u Actia. Octavianus zřídil v roce 27 př. n. l. provincii Achaia, čímž řecké obce přímo připojil k římskému státu.

### Římská říše

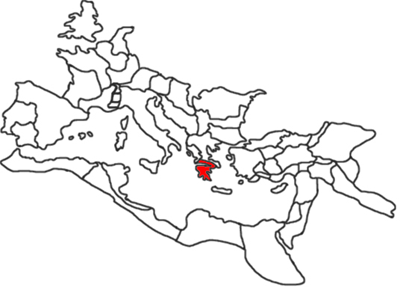
Římská říše v roce 120, červeně zvýrazněna provincie Achaia

Řecko bylo významnou východní provincií římské říše, což ostatně dosvědčuje i označování kultury římského státu jako řecko-římské kultury. Řečtina sloužila po staletí jako lingua franca východu a Itálie a pro římské elity bylo až do doby pozdní antiky naprosto přirozené, že kromě latiny ovládaly také řečtinu. Mnoho řeckých učenců a vědců, jako například Galénos, vytvořilo většinu svého díla v Římě. Někteří politici a obzvláště císaři se podíleli na výstavbě nových budov v řeckých městech, především na athénské agoře. Život v Řecku se v době římské říše příliš nezměnil od dob před Římany.
Římská kultura byla pod silným řeckým vlivem, což přiznával i samotný Horatius ve svém proslulém verši: „Graecia capta ferum victorem cepit“ („poražené Řecko přemohlo hrubého vítěze“). Homérovy eposy inspirovaly Vergilia k napsání Aeneidy a mnozí jiní autoři jako například Seneca mladší se pokoušeli psát řecky. Římská nobilita, která pohlížela na Řeky jako na zaostalé římské poddané, byla hlavním politickým oponentem lidí jako Scipio Africanus, kteří inklinovali ke studiu řecké filozofie a hodnotili řeckou kulturu a vědu jako příklad hodný následování.
Pro řeckou kulturu mělo slabost rovněž mnoho římských císařů. Nero navštívil Řecko v roce 66 a závodil na olympijských hrách navzdory pravidlům, která zakazovala účast Neřekům. Samozřejmě zvítězil v každé disciplíně, které se zúčastnil. V roce 67 vyhlásil svobodu Řeků na isthmických hrách v Korintu, podobně jako Flamininus před více než 250 lety. Nero poskytl Řekům četná privilegia, která jim ovšem jeho nástupci zase odebrali. Taktéž Hadrianus byl nakloněn Řekům. Předtím než se stal císařem vykonával úřad archonta v Athénách a obohatil toto město o některé z jeho architektonických skvostů. Řecko se stejně jako větší část římského Orientu dostávalo již od prvních staletí našeho letopočtu pod stále větší vliv křesťanství. Apoštol Pavel kázal v Korintu a Athénách a Řecko se velice brzy stalo jednou z nejvíce christianizovaných částí říše.
V době principátu bylo Řecko rozděleno do provincií Achaea, Macedonia a Epirus. Během vlády Diocletiana na konci 3. století náleželo území Řecka do diecéze Moesie a jeho vládcem byl císař Galerius. Za Konstantina Velikého se stalo součástí diecézí Makedonie a Achaea. Theodosius I. rozdělil diecézi Makedonie do provincií Creta, Achaea, Thessalia, Epirus Vetus, Epirus Nova a Macedonia. Egejské ostrovy byly jako provincie Insulae součástí diecéze Asiana. Ve 3. a obzvláště na konci 4. století, za vlády Theodosia I., bylo Řecko vystaveno ničivým vpádům germánských kmenů. Za Arcadia pronikli Vizigóti vedení náčelníkem Alarichem do Řecka a následně vydrancovali Athény, Korint a Peloponés. Alarich a jeho Gótové později opustili Balkán a vydali se do Itálie, kde v roce 410 vyplenili Řím.
Ačkoli Řecko zůstalo součástí relativně stabilní východní poloviny říše, země se nikdy plně nezotavila z římského dobytí z doby před více než 500 lety. Řecko se stalo chudou a málo zalidněnou zemí, přičemž těžiště řecké kultury se postupem doby přesunulo do Anatolie a Konstantinopole. Athény, Sparta a ostatní obce se ocitly na periferii říše. Mnoho z jejich soch a umělecké výzdoby bylo odstraněno a převezeno do Konstantinopole. Přesto tato oblast zůstávala jedním z nejmocnějších center křesťanství v pozdně římském a raně byzantském období. Důležitý mezník řeckých i římských dějin představuje rok 330, kdy Konstantin Veliký přesunul hlavní město říše do řecké osady Byzantion při Bosporu. Tato událost symbolizuje počátek nové etapy římských a řeckých dějin – zrod byzantské říše.